# 1980年の宝塚歌劇公演一覧
本項目では、1980年の宝塚歌劇公演一覧（1980ねんのたからづかかげきこうえんいちらん）について示す。

## 宝塚大劇場公演
（）内は、作者または演出者名。参考資料は90年史。

### 月組
- 1月1日 - 2月12日
  - 『アンジェリク』（柴田侑宏）
  - 『仮面舞踏会』（横澤英雄）

### 雪組
- 2月15日 - 3月25日
  - 『去りゆきし君がために』（植田紳爾、阿古健　演出）

### 星組
- 3月27日 - 5月13日
  - 『恋の冒険者たち』（村上信夫）
  - 『フェスタ・フェスタ -世界はひとつII-』（内海重典）

### 花組
- 5月16日 - 6月24日
  - 『花小袖』（植田紳爾）
  - 『プレンティフル・ジョイ』（酒井澄夫）

### 月組
- 6月27日 - 8月12日
  - 『スリナガルの黒水仙』（大関弘政）
  - 『クラシカル・メニュー』（草野旦）

### 星組
- 8月14日 - 9月30日
  - 『響け!わが歌』（菅沼潤）
  - 『ファンシー・ゲーム』（三木章雄）

### 雪組
- 10月3日 - 11月11日
  - 『花の舞拍子』（花柳寿楽、酒井澄夫　脚本・演出）
  - 『青き薔薇の軍神』（柴田侑宏　脚本・演出）

### 花組
- 11月14日 - 12月21日
  - 『友よこの胸に熱き涙を』（植田紳爾、阿古健　演出）
  - 『ザ・スピリット』（小原弘稔）

## 東京公演
（）内は、作者または演出者名。参考資料は90年史。

### 星組
- 1月1日 - 1月28日　新宿コマ劇場
  - 『アンタレスの星』（植田紳爾　脚本・演出）
  - 『薔薇ファンタジア<薔薇パニック・改題>』（草野旦）

### 花組
- 3月4日 - 3月30日　東京宝塚劇場
  - 『舞え舞え蝸牛』（阿古健　脚本・演出）
  - 『ビューティフル・シティ』（岡田敬二）

### 月組
- 4月3日 - 4月30日　東京宝塚劇場
  - 『アンジェリク』（柴田侑宏　脚本・演出）
  - 『仮面舞踏会』（横澤英雄）

### 雪組
- 7月3日 - 8月1日　東京宝塚劇場
  - 『去りゆきし君がために』（植田紳爾、阿古健　演出）

### 花組
- 8月6日 - 8月29日　東京宝塚劇場
  - 『花小袖』（植田紳爾）
  - 『プレンティフル・ジョイ』（酒井澄夫）

### 月組
- 11月1日 - 11月27日　東京宝塚劇場
  - 『スリナガルの黒水仙』（大関弘政）
  - 『クラシカル・メニュー』（草野旦）

### 星組
- 12月4日 - 12月27日　東京宝塚劇場
  - 『美しき忍びの季節<響け!わが歌・改題>』（菅沼潤）
  - 『ニュー・ファンシー・ゲーム』（三木章雄）

## 宝塚バウホール公演
（）内は、作者または演出者名。参考資料は90年史。

### 花組
- 1月3日 - 1月20日
  - 『刀を抜いて』（高木史朗　脚本・演出）

### 月組
- 2月24日 - 3月9日
  - 『ワンモア・ドリーム』（三木章雄）

### 雪組
- 4月5日 - 4月13日
  - 『スター・ザ・サンシャイン!』（小原弘稔　構成・演出、太田哲則　演出）

- 4月27日 - 5月11日
  - 『若草物語』（大関弘政　脚本・演出）

### 専科・月・星組
- 5月17日 - 5月25日
  - 『I LOVE MUSIC』（草野旦　構成・演出）

### 星組
- 6月8日 - 6月22日
  - 『虹の橋』（太田哲則）

### 雪組
- 8月21日 - 8月31日
  - 『クレージーなそよ風』（横澤英雄）

### 花組
- 9月14日 - 10月5日
  - 『アナトール』（ニコラ・バタイユ　脚本・演出）

### 星組
- 10月26日 - 11月9日
  - 『アナトール』（ニコラ・バタイユ　脚本・演出）

## その他の日本公演
（）内は、作者または演出者名。参考資料は90年史。

### 星組
- 2月9日 - 2月17日　名古屋・中日劇場
  - 『アンタレスの星』（植田紳爾）
  - 『薔薇ファンタジア<薔薇パニック・改題>』（草野旦）

### 雪組
- 5月1日 - 5月5日　福岡市民会館
  - 『ベルサイユのばら<アンドレとオスカル>』（植田紳爾　脚本・演出）

- 5月10日 - 5月25日[5]　倉敷、奈良、広島、宇部、菊池、甘木、島原、本渡、八代、宮崎、都城、鹿児島
  - 『ベルサイユのばら<アンドレとオスカル>』（植田紳爾　脚本・演出）

### 月組
- 5月23日 - 5月25日　大阪・毎日ホール
  - 『第17回宝塚フェスティバル』

### 星組
- 6月14日 - 7月6日[5]　和歌山、徳島、高知、高松、松山、富山、敦賀、福井、金沢、習志野、海老名、蒲郡、藤沢、横浜、伊東、沼津、清水、刈谷、磐田
  - 『ふるさと絵巻』（渡辺武雄　構成・演出）
  - 『薔薇ファンタジア<薔薇パニック・改題>』（草野旦）

### 月組
- 8月19日・20日　名古屋・中日劇場
  - 『恋とかもめと六文錢』（大関弘政）
  - 『魅惑のプレリュード』（内海重典　構成・演出）

- 9月6日 - 9月28日　岡山、一宮、横浜、島田、豊川、金沢、上越、糸魚川、富山、新潟、能代、札幌、滝川、留萌、仙台
  - 『恋とかもめと六文錢』（大関弘政）
  - 『ラ・ベルたからづか』（白井鐡造）

### 星組
- 10月25日 - 11月3日[5]　嬉野、久留米、熊本、北九州、那覇
  - 『ふるさと絵巻』（渡辺武雄　構成・演出）
  - 『薔薇ファンタジア<薔薇パニック・改題>』（草野旦）